# Robert Melvil van Lijnden
Robert Melvil baron van Lijnden (Amsterdam, 6 maart 1843 – Den Haag, 27 april 1910) was een Nederlands politicus.
Robert van Lijnden was een telg uit het Utrechtse adellijke geslacht Van Lynden. Hij was een zoon van Frederik August Alexander Carel baron van Lynden van Sandenburg en  Catherine Melvil. Bij koninklijk besluit van 8 november 1844 werd zijn geslachtsnaam gewijzigd in Melvil baron van Lijnden door toevoeging van de achternaam van zijn moeder.
Melvil van Lijnden volgde het gymnasium in Utrecht. Vervolgens studeerde hij rechten en letteren aan de rijksuniversiteit te Utrecht, waar hij in 1868 zijn studie afsloot met een promotie.
Na zijn studie vestigde Melvil van Lijnden zich als advocaat. In 1875 werd hij rechter-plaatsvervanger; van 1877 tot 1900 was hij rechter in de arrondissementsrechtbank te Utrecht.
Van 1883 tot 1901 was Melvil van Lijnden voor de ARP lid van de gemeenteraad van Utrecht; van 1883 tot 1887 was hij lid van de Utrechtse Provinciale Staten. Hij stelde zich een aantal keren kandidaat voor het lidmaatschap van de Tweede Kamer, maar werd niet gekozen. 
Melvil van Lijnden werd op 28 december 1887 door de provincie Utrecht gekozen als lid van de Eerste Kamer, wat hij bleef tot 1 augustus 1901. Van 1 januari 1901 tot 1 augustus 1901 was hij tevens secretaris-generaal van het Permanent Hof van Arbitrage.
Op 1 augustus 1901 werd Melvil van Lijnden benoemd als minister van Buitenlandse Zaken in het kabinet-Kuyper. Zijn ministerschap wordt beschouwd als een mislukking, omdat hij volledig werd overvleugeld door Abraham Kuyper. Hij werd in 1904 min of meer onder curatele geplaatst van een diplomaat en trad op 9 maart 1905 af als minister.
- Biografisch Portaal: 05025688
- Digitale Bibliotheek voor de Nederlandse Letteren: lijn041
- Nederlandse Thesaurus van Auteursnamen: 070216355
- Parlement.com: vg09ll3az0yw
- Virtual International Authority File: 290777613
- WorldCat: E39PBJf8B6Cgk7fmwcxGyHtqcP